# 민담 형태론
《민담 형태론》(Морфология сказки)은 러시아의 민속학자이자 예술이론가인 블라디미르 프로프가 지은 문학 이론서이다. 1928년에 처음 출판되었으나 이후 30년 동안 소수의 일부 전문가들에게만 알려졌을 따름이었다. 1958년에 영역본이 출판되면서 구조 분석을 필요로 하는 다양한 분야의 연구 발전에 커다란 영향을 주게 된다.
이 책은 민담 연구의 한계와 모순을 지적하고, 새로운 형태적 분류 방법을 제시한 탁월한 저술이다. 다양한 민담을 공통적으로 관통하고 있는 메시지, 그리고 민담의 기능을 구체적으로 분석한 최초의 성공적 전형이 된 《민담 형태론》을 통해 현재 구조주의 이론 연구에 적용되고 있는 방법론의 원형에 한층 더 다가갈 수 있다.

## 특징

### 블라디미르 프로프의 새로운 시도
블라디미르 프로프의 학문적 업적 가운데 가장 뛰어난 것으로 평가받는 《민담 형태론》은 조금 무모하다 싶을 정도로 방대한 양의 민담을 수집하고 분석해 놓은 책이다. 민담의 모든 구성요소를 유형화하고 체계적으로 정리해 하나의 표로 만들기까지 한다. 기존의 민담 연구가 주로 소재의 근원과 발달 과정에 대한 연구였다면, 프로프의 연구는 민담 자체의 구조에 관한 과학적인 연구로 당시로서는 매우 획기적인 것이었다. 비록 단편적인 나열에 그쳤다는 평가를 받기도 했지만, 그의 연구가 오늘날 구조주의 인문학 전반에 끼친 영향은 결코 단편적이지 않다.

### 마법담 연구의 새로운 지평을 열다
‘마법담’은 블라디미르 프로프가 연구한 텍스트를 일컫는다. 프로프가 분석한 민담이 마법적인 요소를 포함한다는 것을 감안한 것이다. 이전의 마법담 연구에는 범주적·내용적 분류에 한계와 모순이 있었다. 프로프는 그러한 것에 대해 비판을 가하는 동시에 새로운 형태적 분류 방법을 제시하면서 거의 모든 인문학 분야에 새로운 방법론적 토대를 제공했다. 오늘날 이루어지고 있는 구조주의 이론 연구에 쓰이는 다양한 연구 방법론은 그의 연구에 기원하고 있다고 해도 과언이 아니다.